# كهوف العالم السفلي
كهوف العالم السفلي (بالإنجليزية: Lost World Caverns)؛ هي مجموعة من الكهوف التي تقع في مقاطعة غرينبريه في الولايات المتحدة.

## السياحة
تعد «كهوف العالم السفلي» إحدى مواقع الجذب السياحي في مقاطعة غرينبريه في ولاية فرجينيا الغربية الأمريكية.